# Krudt, Kugler og Kærlighed
Krudt, Kugler og Kærlighed (originaltitel Our Hospitality) er en amerikansk stumfilm fra 1923 af Buster Keaton og John G. Blystone.

## Medvirkende
- Buster Keaton som Willie McKay
- Joe Roberts som Joseph Canfield
- Natalie Talmadge som Virginia Canfield
- Ralph Bushman som Clayton Canfield
- Craig Ward som Lee Canfield
- Monte Collins